# قره تپه ۲
قره تپه ۲ مربوط به عصر برنز قدیم و میانی است و در شهرستان شاهین دژ، بخش کشاورز، روستای قره تپه واقع شده و این اثر در تاریخ ۱ مهر ۱۳۸۲ با شمارهٔ ثبت ۱۰۳۴۰ به‌عنوان یکی از آثار ملی ایران به ثبت رسیده است.